# قوش قية
قوش‌ قية هي قرية في مقاطعة ملكان، إيران. عدد سكان هذه القرية هو 835 في سنة 2006.